# Болотный турач
Болотный турач (лат. Ortygornis gularis) — птица из семейства фазановых (Phasianidae).

## Описание
Болотный турач длиной примерно 37 см. Горло светлое, красно-коричневое. На верхней части тела имеются тонкие полосы, а на брюхе толстые белые полосы. Призыв состоит из длинного ряда резких звуков продолжительностью 8 секунд.

## Распространение
Болотный турач живёт в бассейне рек Ганг и Брахмапутра. Он обитает в Бангладеш, Индии и Непале, при этом в Непале живёт всего лишь 500 птиц. Птица предпочитает обширные влажные травянистые ландшафты, селится также на плантациях сахарного тростника и рисовых полях. Болотный турач живёт преимущественно в низменности, однако, во время наводнений поднимается в расположенные выше области.

## Природоохранный статус
Болотный турач находится под угрозой вымирания из-за разрушения своей среды обитания, а также из-за интенсивной охоты. Поэтому уже несколько лет он находится под охраной.